# Noemia Cobra Leite
Noemia Cobra Leite (Mococa, 22 de outubro de 1894 — São Paulo, 10 de agosto de 1981), foi uma poetisa, jornalista e professora brasileira. Fez carreira na cidade de São José do Rio Preto,  onde foi diretora do Departamento de Teatro da Casa de Cultura, em 1946. Nascida Noemia Brandão Nogueira Cobra, casou-se com o jornalista português Antônio Teixeira Correa Leite,  um dos fundadores em 1952 e presidente de 1964 a 1970 da Sociedade Portuguesa de Beneficência, mantenedora do Hospital Infante D. Henrique. Sua irmã mais velha é a escritora feminista Ercília Nogueira Cobra.

## Vida
Noemia é filha de Amador Brandão Nogueira Cobra e Jesuína Ribeiro da Silva, esta última filha de Raimundo Esterlino Ribeiro da Silva, um dos filhos do fundador de Mococa, Venerando Ribeiro da Silva.
Formada professora em Casa Branca (São Paulo), seus escritos foram publicados em periódicos de São Paulo, São Carlos (São Paulo), Jaboticabal, Barretos, Poços de Caldas, Limeira, Sorocaba Marília. Faleceu em 10 de Agosto de 1981, aos 86 anos, sem que sua obra fosse lembrada ou celebrada em sua terra natal. Em 2001, abraçada pela terra onde fez carreira, foi eleita para o rol das 100 Mulheres Riopretenses do Século XX.

Adepta da Teosofia, boa parte dos escritos de Noemia possuía teor espiritualista. Noemia também apresentava fortes críticas à Igreja Católica, em especial pela burocracia dos ritos e pela hierarquia. O poema "Caboclo", do ano de 1959 expressa Nacionalismo, sentimento já vertente no que, mais tarde, viria a ser o Golpe de Estado no Brasil em 1964. O tom conservador contrastava com a defesa do divórcio:
"Divórcio – uma palavra apenas, uma simples palavra, foi o bastante para deixar em polvorosa toda a nossa gente “granfa”, a nossa gente que bate no peito e se vangloria de sua fé, de sua honradez, de sua probidade!
Por que tal celeuma? – por quê? Não é por haver cirurgiões que alguém se lembrará, por seu próprio Gaudio, de mandar decepar as pernas; nem tão pouco pelo simples fato de existirem cadeias é que alguém se disporá a tomarem-nas como habitação por sua livre e espontânea vontade.
Não e não! Portanto, o mesmo se terá de dar coma lei do divórcio, e não será pelo fato de ela se ter tornado uma realidade que todo mundo quererá a ela recorrer, para dela se servir, como se, se tratasse de um coquetel qualquer"
(Noemia Cobra Leite, Divórcio. A Notícia. 30/08/1951. P.04)